# 拿骚的威廉 (1601年—1627年)

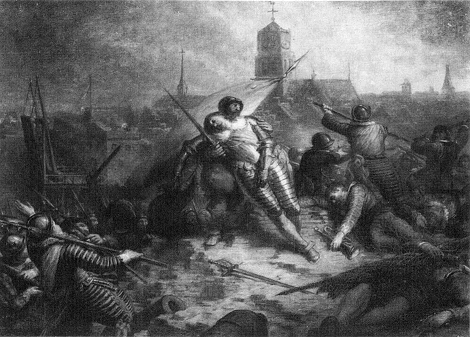
拿骚的威廉，在攻占戈尔前被杀 Jacob van Dijck作

拿骚的威廉，德列克勋爵（法语：Willem LaLecq，1601年8月18日—1627年8月18日），1620年到1627年在荷兰军队服役。他是拿骚的莫里斯，奥兰治亲王与其情妇玛格丽塔·冯·梅赫伦的私生子。就像莫里斯其他的私生子一样，他的姓被认为是拿骚-拉利克，头衔为冯·拿骚-拉利克伯爵。他有一个著名的法语称呼，即拿骚爵士（法语：Chevalier de Nassau）。1625年后，他被授予土地与德列克勋爵的爵位。他获得了他父亲留给他和子孙的遗产，德列克领地。他的兄弟罗德韦克·冯·拿骚的头衔为贝福韦德-奥代克勋爵。
自19岁起，威廉就在荷兰军队服役，并在八十年戰爭（1568-1648）中抗击西班牙人。在24岁时，威廉获得荷兰及西弗里斯兰省元帅助理的军衔，接替了总督弗里德里克·亨德里克。他领导了1625年参与加的斯远征的荷兰舰队。在1627年的夏天，他又出现在赫龙洛之围。在8月18日，围攻将要结束前，威廉身先士卒和法军一起战斗，他中了致命的枪伤。因此，他在26岁生日时去世了，罗德韦克继承了他的采邑。
在1627年4月4日，威廉去世四个月前，他在斯勒伊斯娶了安娜·冯·德·努特，一个来自霍赫沃德和阿兹伍德的女士。尽管他和安娜没有子嗣，但他和芭芭拉·奥古斯汀有一私生子，名为拿骚的威廉·乔安克（1620-1679）。

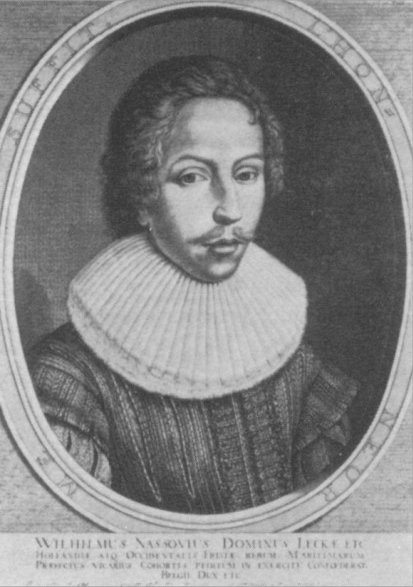
拿骚的威廉，德列克勋爵, 1620.